# Londense symfonieën
De Londense symfonieën is een overkoepelende term voor een reeks van 12 door Joseph Haydn gecomponeerde symfonieën. Ze werden geschreven tussen 1791 en 1795. Ze worden soms ook de Salomonsymfonieën genoemd, verwijzend naar Johann Peter Salomon, die Haydn naar Londen bracht.
De symfonieën kunnen opgedeeld worden in 2 groepen:
- Symfonie nr. 93 tot 98, gecomponeerd tijdens het eerste bezoek van Haydn aan Londen. Deze zijn uitsluitend in Londen geschreven.
- Symfonie nr. 99 tot 104, gecomponeerd naar aanleiding van het tweede bezoek van Haydn aan Londen. Deze zijn gecomponeerd deels in Londen en deels in Wenen.

## Londense symfoniereeks
- Symfonie nr. 93 in D majeur (1791)
- Symfonie nr. 94 in G majeur, The Surprise (1791)
- Symfonie nr. 95 in c mineur (1791)
- Symfonie nr. 96 in D majeur, The Miracle (1791)
- Symfonie nr. 97 in C majeur (1792)
- Symfonie nr. 98 in B majeur (1792)
- Symfonie nr. 99 in E majeur (1793)
- Symfonie nr. 100 in G majeur, Military (1794)
- Symfonie nr. 101 in D majeur, The Clock (1794)
- Symfonie nr. 102 in B majeur (1794)
- Symfonie nr. 103 in E majeur, Roffelsymfonie (1795)
- Symfonie nr. 104 in D majeur, London (1795)